# Rostock
Rostock je s 204.167 stanovnika najveći grad njemačke pokrajine Mecklenburg-Zapadno Pomorje. Nalazi se na rijeci Warnow. Udaljen je 12 km od Baltičkog mora.

## Vanjske poveznice
- Službena stranica (njem.)

### Ostali projekti
|  | Zajednički poslužitelj ima još gradiva o temi Rostock |